# Куусіку (Пейпсіяере)
Ку́усіку (ест. Kuusiku küla) — село в Естонії, у волості Пейпсіяере повіту Тартумаа.

## Населення
Чисельність населення на 31 грудня 2011 року становила 37 осіб.

## Географія
Через населений пункт проходить автошлях 43 (Аовере — Калласте — Омеду).

## Історія
До 23 жовтня 2017 року село входило до складу волості Вара.

## Пам'ятки
- Лютеранська кірха святої Брігітти (Vara Brigitta kirik), пам'ятка архітектури 19 ст.[2]
- Культове дерево — святий дуб (Vara ohvritamm)[3]

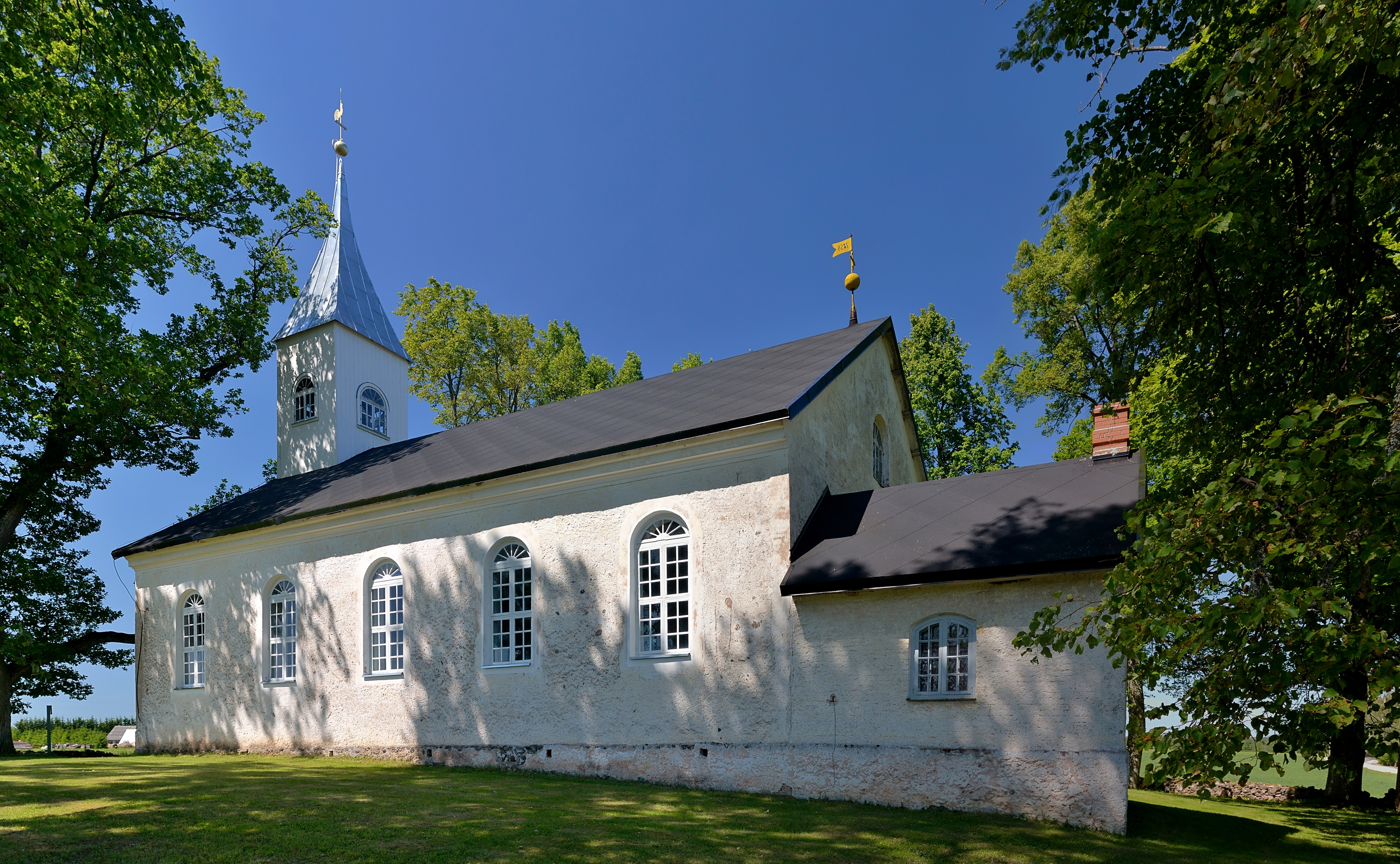
Кірха святої Брігітти
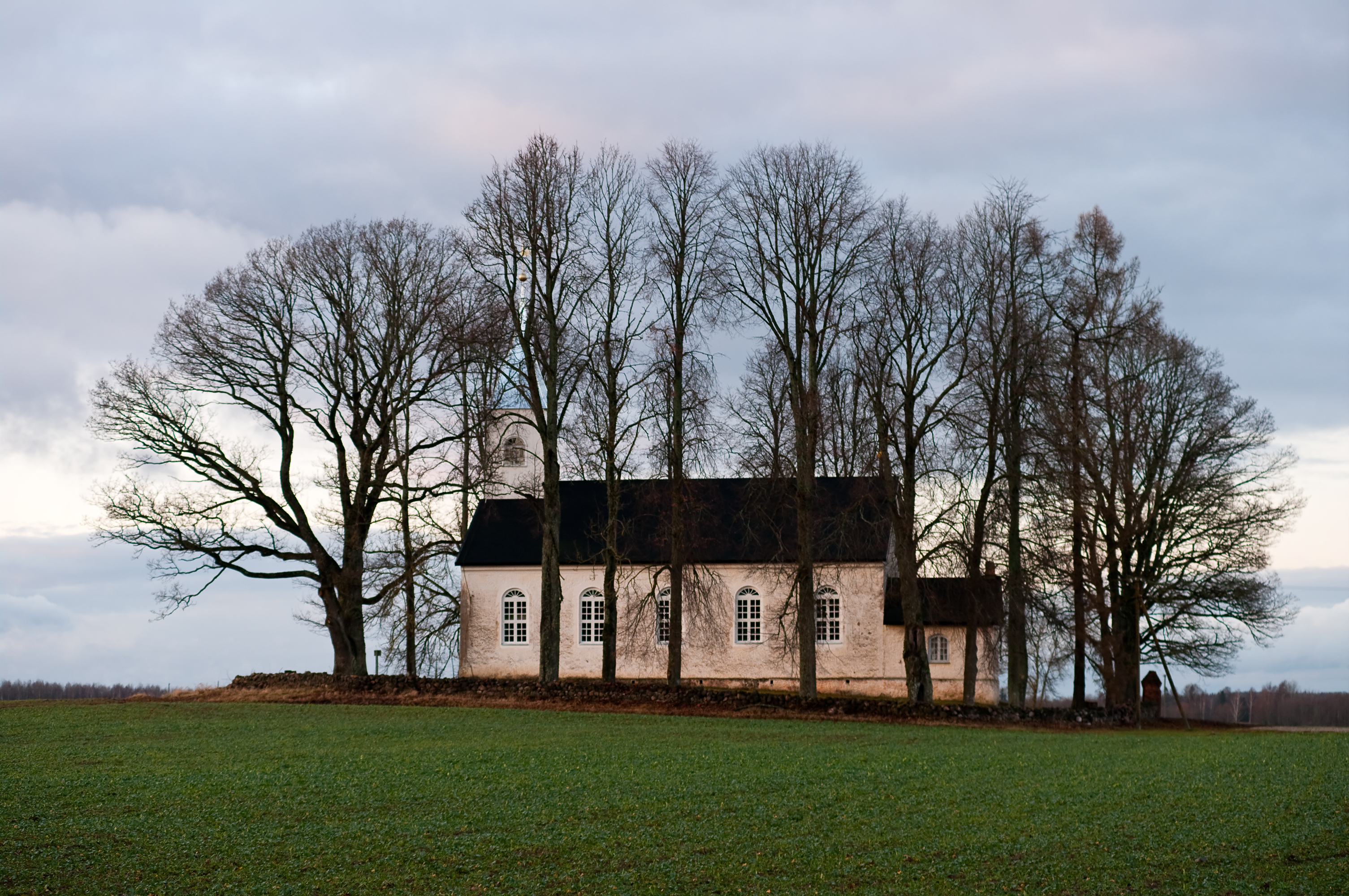
Кірха святої Брігітти